# Anton Lindblad
Anton Lindblad, född 28 oktober 1990, är en svensk längdskidåkare som tävlade på världscupsnivå och för Hudiksvalls IF. Han har en 9:e plats som bästa resultat i världscupen (sprinten i Nove Mesto den 11 januari 2014). 2019 avslutade han karriären.